# Capella del Sant Nom de Jesús
La Capella del Sant Nom de Jesús és una obra renaixentista d'Oliana (Alt Urgell) inclosa a l'Inventari del Patrimoni Arquitectònic de Catalunya.

## Descripció
Edifici religiós de petites dimensions de planta quasi quadrada, coberta a doble vessant. Està fet amb carreus regulars ben escairats. Destaca la porta adovellada amb arcs motllurats. A sobre de l'entrada hi ha un petit nínxol buit, en forma de petxina, i al damunt un escut amb la data de 1596 gravada als costats.